# Ale Negev
Ale Negev (hebrejsky עָלֶה נֶגֶב, v současnosti též Nachlat Eran, hebrejsky נחלת ערן) je komplex sociální péče v Izraeli, v Jižním distriktu, v Oblastní radě Merchavim. Leží v nadmořské výšce cca 130 metrů v severozápadní části pouště Negev, na západním okraji města Ofakim. Ale Negev je na dopravní síť napojen pomocí lokální silnice 241.

## Dějiny
Ale Negev byl založen v roce 2003 jako zařízení pro péči o pacienty s mentálním postižením se zaměřením na osoby ve věku nad 21 let. Kromě základní lékařské péče je zde klientům ústavu poskytována rehabilitace a výuka odborných dovedností. Spádovou oblastí zařízení je jižní část státu Izrael a kromě vlastních klientů (výhledová kapacita 220 jedinců) zajišťuje i dohled a poradenství nad dalšími 12 000 pacienty žijícími v spádovém regionu.
Izraelská vláda projekt této instituce schválila v červnu 2003. 12. června 2003 se pak konalo na místě položení základního kamene za účasti izraelského premiéra Ariela Šarona. Ředitelem ústavu byl podle údajů z roku 2010 Doron Almog, generál izraelské armády, který sám vychovával mentálně postiženého syna Erana Almoga. Poté, co jeho syn zemřel v roce 2007 ve věku 23 let, byl areál přejmenován na jeho počest na Nachlat Eran. V roce 2015 působil na postu ředitele Avraham Varcman, který kvůli tomu v prosinci 2015 odmítl ujmout se poslaneckého mandátu v Knesetu, kam měl nastoupit jako náhradník.
V roce 2010 se uvádí, že komplex je již částečně v provozu a má 60 klientů. Probíhá výstavba druhé fáze areálu. Rozloha ústavu je 100 dunamů (10 hektarů).